# Björneborgs församling
Björneborgs församling är en församling i Åbo ärkestift i Evangelisk-lutherska kyrkan i Finland. 
Var både stads och landsförsamling med egen kapellan efter 1558 då Ulfsby stad flyttade hit. Staden Björneborg och dess omräde besår numera av fem församlingar, och de utgör en samfällighet "Porin seurakuntayhtymä". Församlingarna inom samfälligheten är: Keski-Porin seurakunta, Länsi-Porin seurakunta, Meri-Porin seurakunta, Noormarkun seurakunta, Porin Teljän seurakunta. 

## Series pastorum
| Ämbetstid | Namn                              | Levnadstid | Övrigt |
| --------- | --------------------------------- | ---------- | ------ |
| 1573      | Johannes Thomae Rauthia           |            |        |
| 1574-1583 | Martinus Olai                     |            |        |
|           | Christianus Henrici Winter        |            |        |
|           | Jacobus Henrici Smogrodh (småråd) |            |        |
|           | Ericus Laurentii                  |            |        |
|           | Johannes Sigfrid Forskåhl         |            |        |
|           | Gregorius Thomae                  |            |        |